# Ce Hu
Ce Hu är en sjö i Kina. Den ligger i provinsen Hubei, i den centrala delen av landet, omkring 92 kilometer sydost om provinshuvudstaden Wuhan. Ce Hu ligger 14 meter över havet. Arean är 8,7 kvadratkilometer. Trakten runt Ce Hu består till största delen av jordbruksmark. Den sträcker sig 5,4 kilometer i nord-sydlig riktning, och 4,9 kilometer i öst-västlig riktning.
Genomsnittlig årsnederbörd är 1 963 millimeter. Den regnigaste månaden är maj, med i genomsnitt 276 mm nederbörd, och den torraste är januari, med 55 mm nederbörd.